# La Mule qui rue

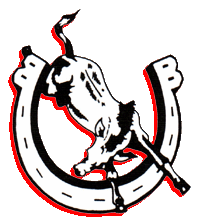
Kicking mule

« La Mule qui rue » est un dessin représentant une mule donnant des coups de patte arrière.
Cette image (Kicking Mule en anglais) fut un symbole populaire aux États-Unis pour montrer la capacité de lutte du pays contre l'oppression. Une caricature pendant la Seconde Guerre mondiale, la montre frappant les ennemis japonais et allemand. Le Heil Hitler des Nazis fut ainsi changé en Heel Hitler (talonner Hitler).

## Marque postale
En philatélie, une oblitération « La Mule qui rue » est connue dans l'ouest des États-Unis à la fin du XIXe siècle.
Le fabricant californien de tampons et cachets, Klinker, reçut la commande d'un cachet d'oblitération. Il représentait la mule qui rue.
Ce cachet servit à Port Towsend, Neah Bay, Forbestown, Goleta et Susanville, petits bourgs des États de Californie et de Washington.
Les oblitérations datées de 1880 à 1886 sont rares, à cause de la petitesse des villes où le cachet fut utilisé. Cependant, elles sont plus courantes de 1890 à 1900, lorsque le nouveau maître de poste de Townsend, Francis Learned décide de répondre aux demandes de collectionneurs. Au contraire de son prédécesseur, son père, il réalisa un grand nombre d'oblitérations de complaisance.